# Strausz Ödön
Strausz Ödön (?, 1858. november 28. – Budapest, 1920. október 25.) zsidó származású magyar építész.

## Élete
Strausz Ármin mérnök és Gutman Jozefa fiaként született zsidó családban. Húga, Strausz Gizella révén Nay Rezső Rudolf sógora volt. Gépészmérnöki ismeretekkel rendelkezett, és 1892-ben az akkor már több épület tervezésén túl lévő Nay-jal társult. Másfél évtizeden át számos épületet közösen terveztek, pontosabban Nay az alaprajzi és homlokzati megjelenést, Strausz inkább a műszaki részét dolgozhatta ki.
Nay 1907-es halála után nem szűnt meg a Nay és Strausz cég, azt Strausz vezette tovább, és haláláig több épületet tervezett. Jelentős alkotása a Bárczy István kislakás- és iskolaépítési programja keretében épült Hegedüs Gyula utcai kislakásos bérház. Az ő 1920-ban bekövetkezett halála után Nay fia, Nay Pál vette át a vállalatot. Halálát tüdőgyulladás, érelmeszesedés okozta.
Felesége Grünstein Ilona (1872–1955) volt, Grünstein Henrik ékszerész és Schwarz Sarolta lánya, akivel 1891. november 29-én Budapesten kötött házasságot.
A Kozma utcai izraelita temetőben nyugszik.

## Ismert épületei

### Strausz későbbi (Nay halála utáni) alkotásai
- 1909: Sternfeld Ignác bérháza, Budapest, Dózsa György út 126.[7]
- 1909–1910: Székesfővárosi kislakásos bérház, Budapest, Hegedűs Gyula u. 88.[8] – a Bárczy István-féle kislakás- és iskolaépítési program keretében épült[7][9]
- 1910: Kalmár Jakab bérháza, Budapest, Keleti Károly u. 8.[7]
- 1911: Fleissig Sándor és Kiss Ernő bérháza, Budapest, Margit körút 31-33.[7]
- 1911: Fleissig-bérház és Szabadkőműves központ, Budapest, Margit körút 44.[10]
- 1912: Mai Manó bérháza, Budapest, Közraktár utca 10.[7][11]
- 1912: Engelmann Antal bérháza, Budapest, Török u. 10.[7]
- 1914: Bissingen (Nippenburg) Ernő bérháza, Budapest, Damjanich u. 18.[7]
- 1914: bérház, Budapest, Károly körút 18.[7]

## Képtár (csak Strausz egyéni alkotásaiból)

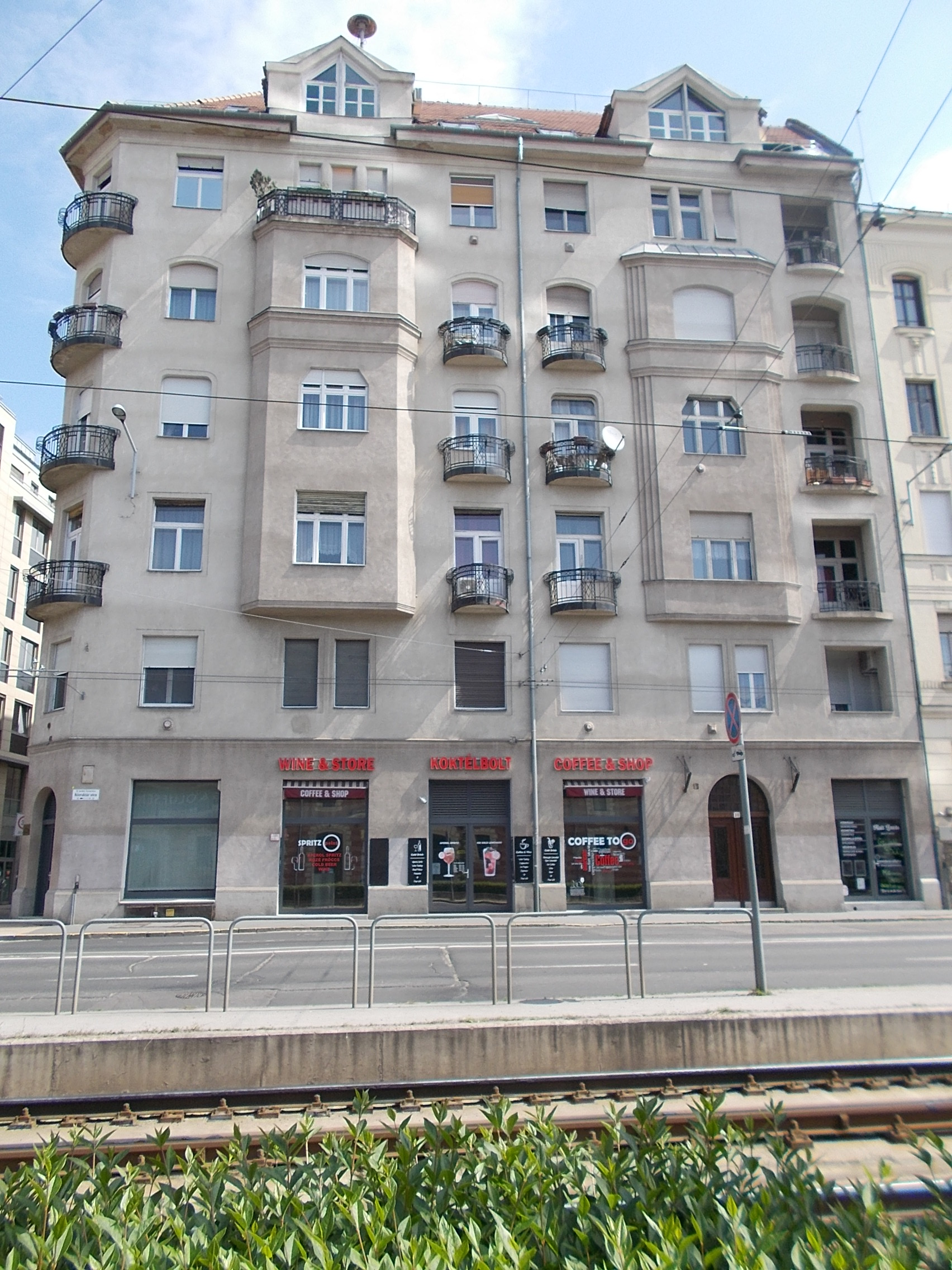
Mai Manó bérháza
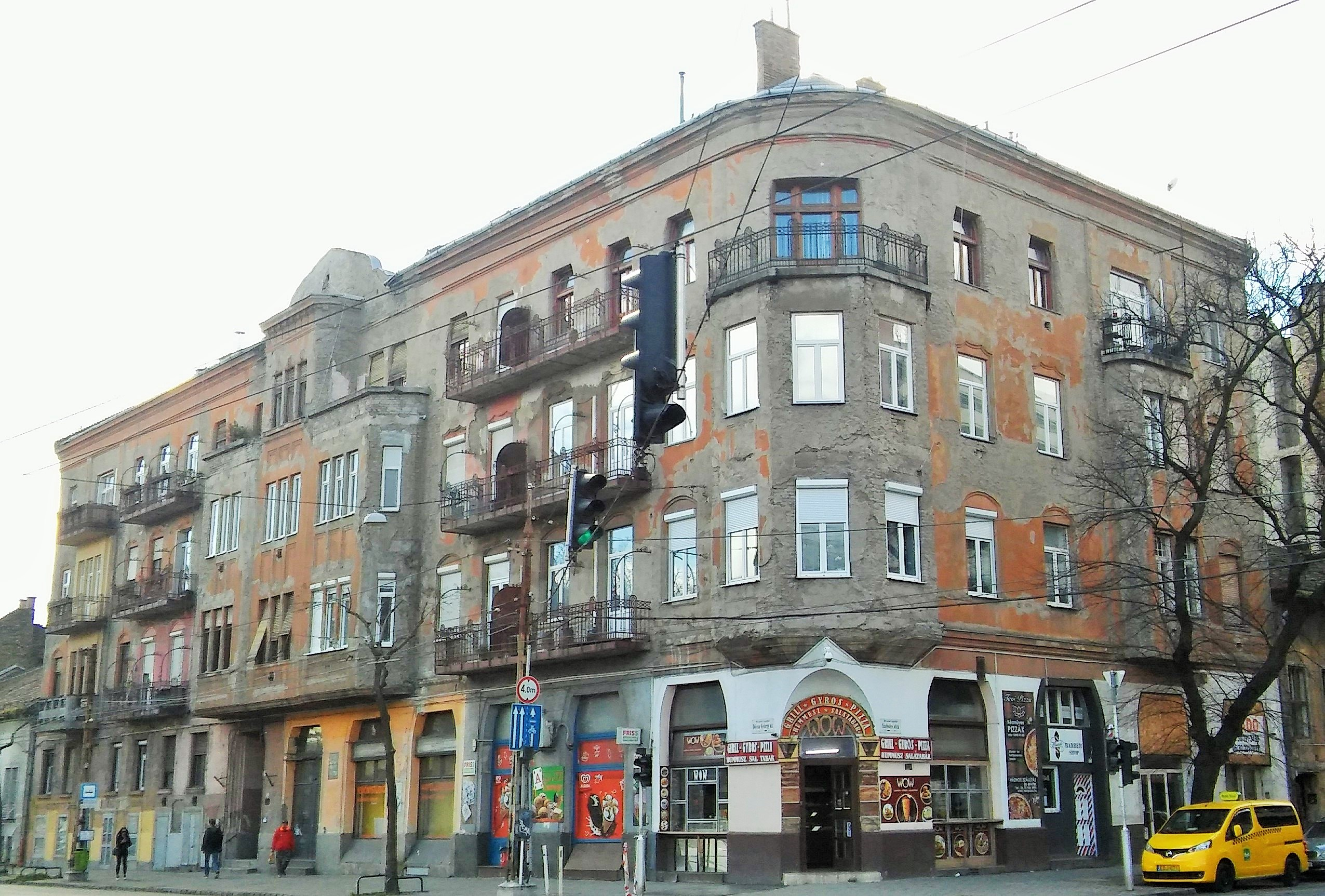
Sternfeld Ignác bérháza
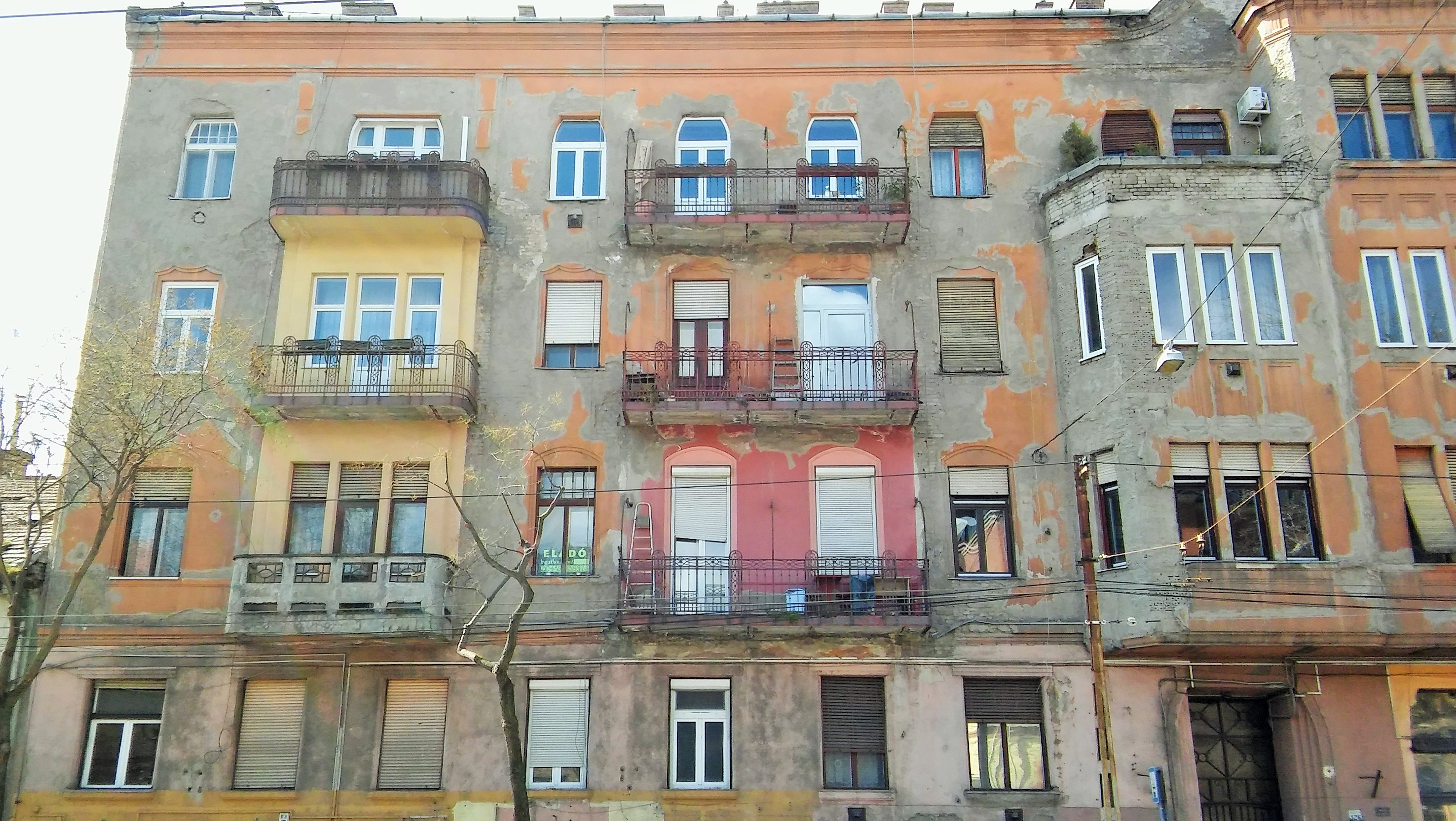
Sternfeld Ignác bérháza (részlet)
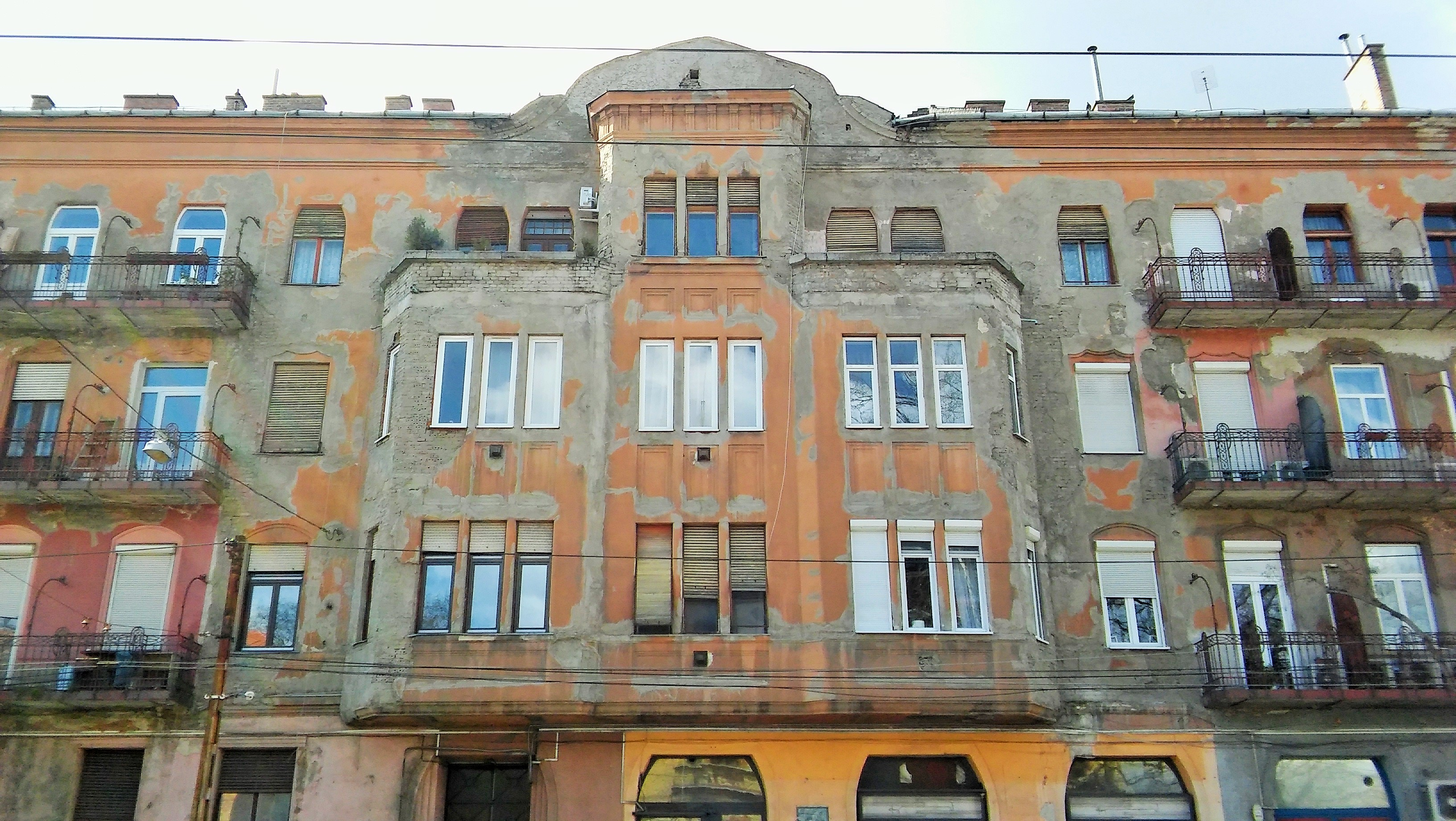
Sternfeld Ignác bérháza (részlet)
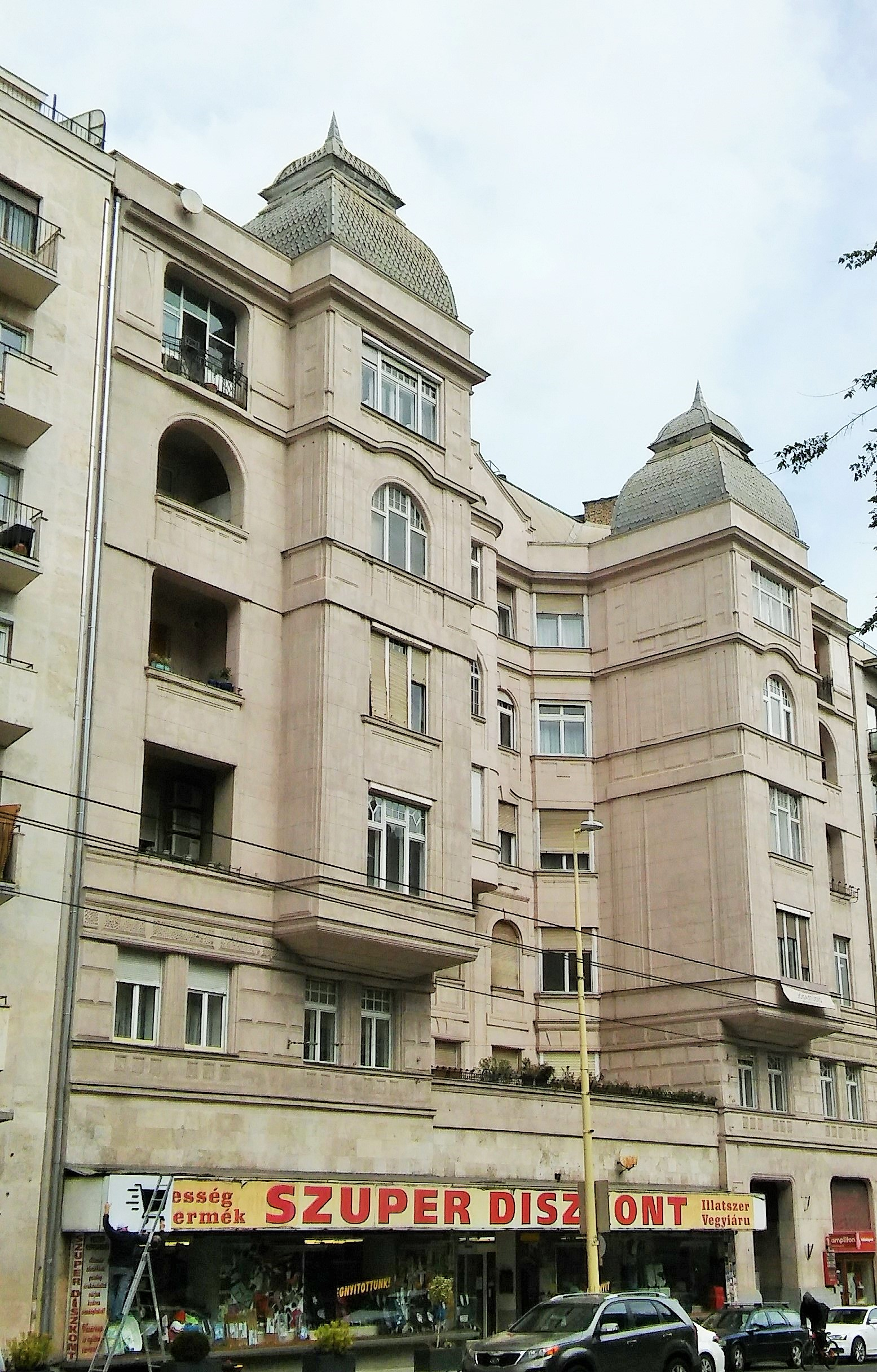
Fleissig Sándor és Kiss Ernő bérháza
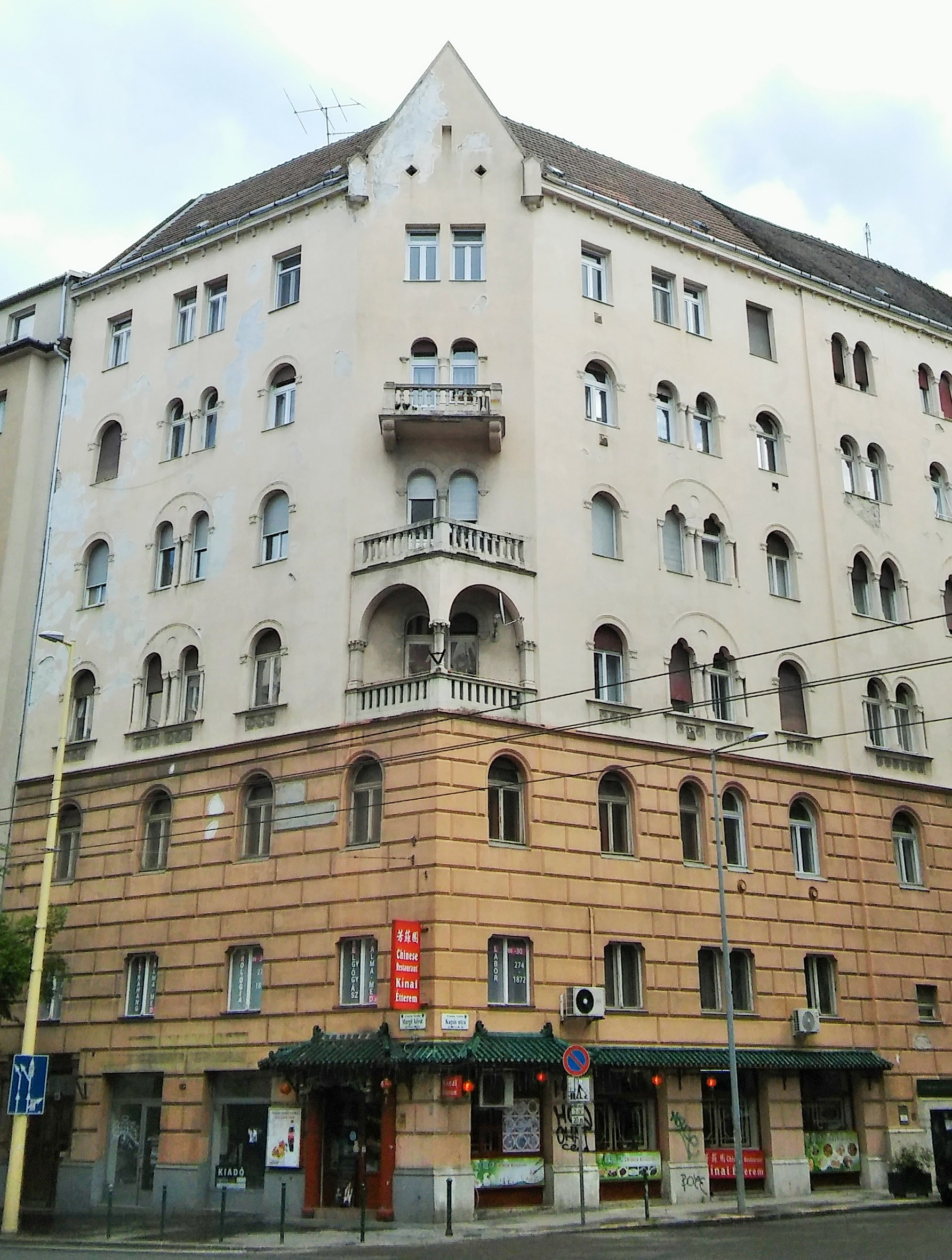
Fleissig-bérház és Szabadkőműves központ
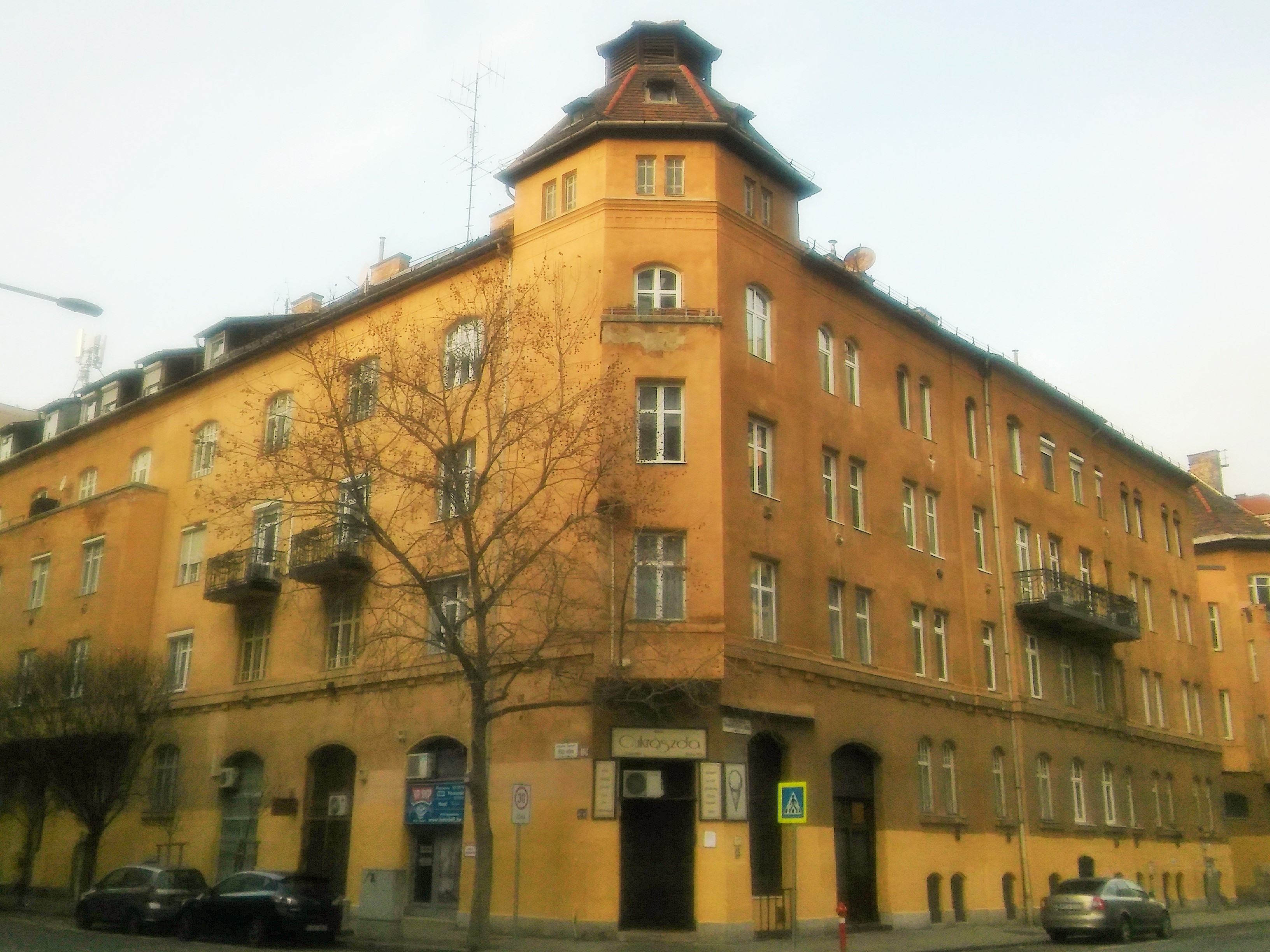
Székesfővárosi kislakásos bérház
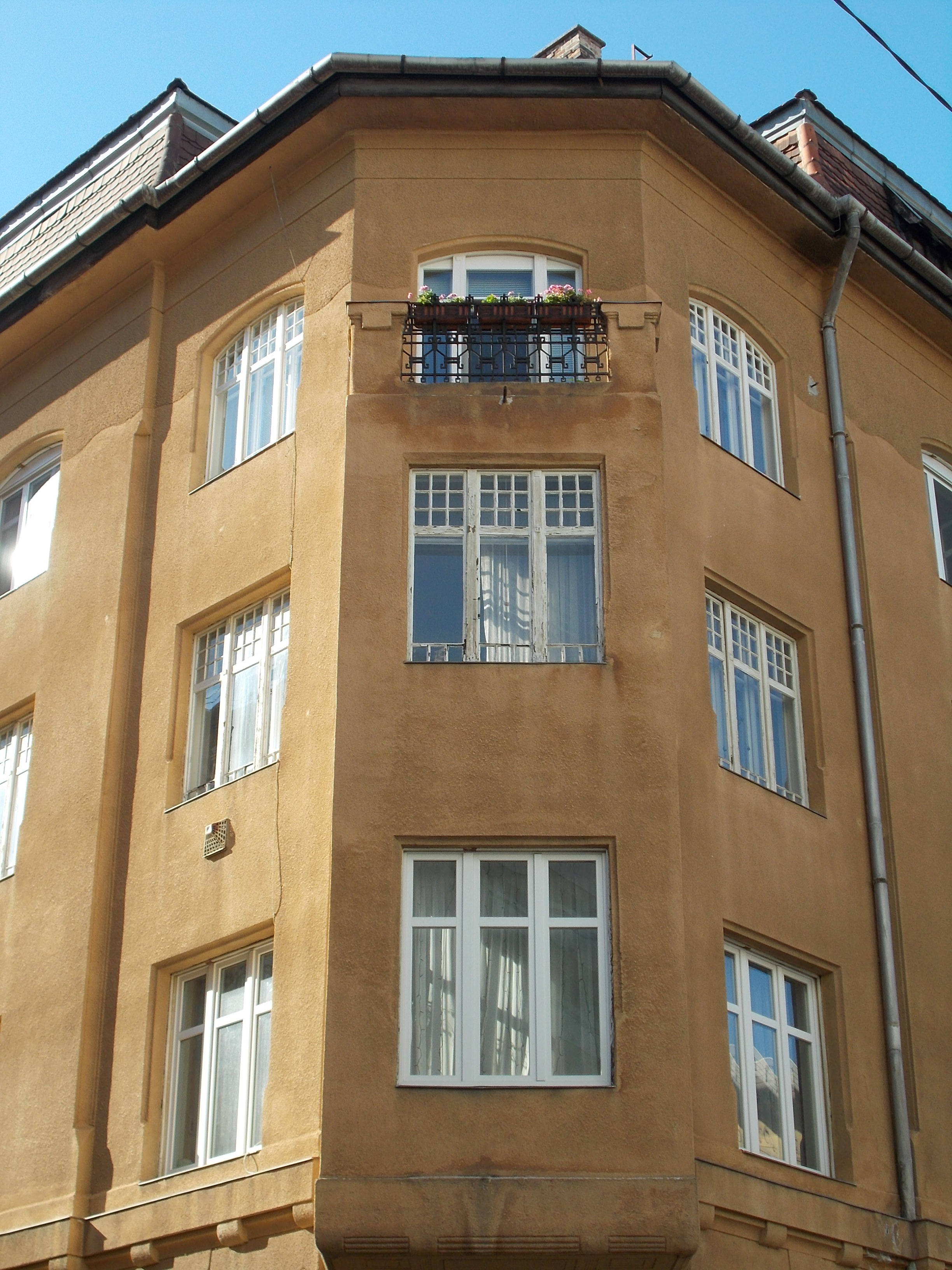
Székesfővárosi kislakásos bérház (részlet)
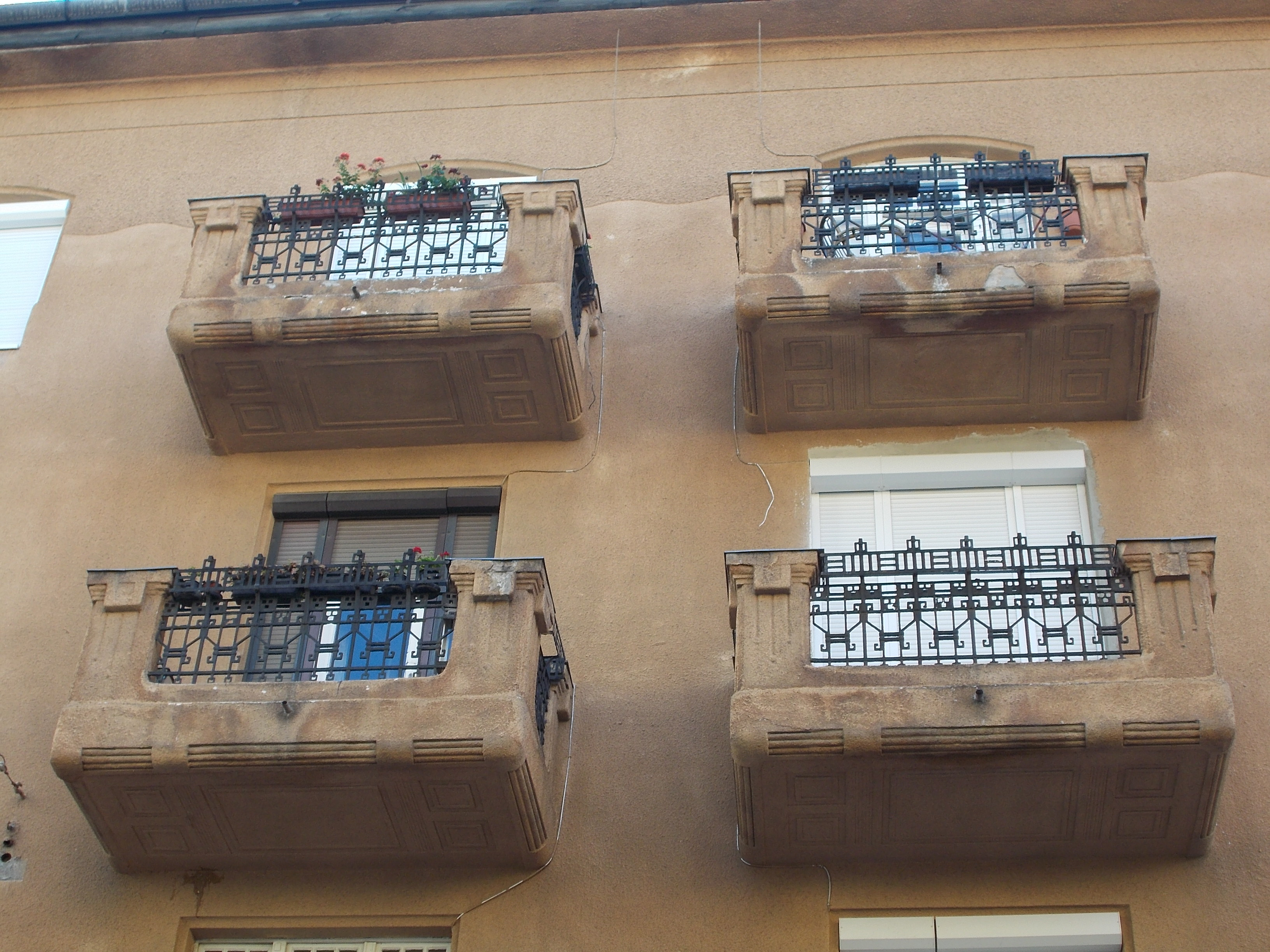
Székesfővárosi kislakásos bérház (részlet)
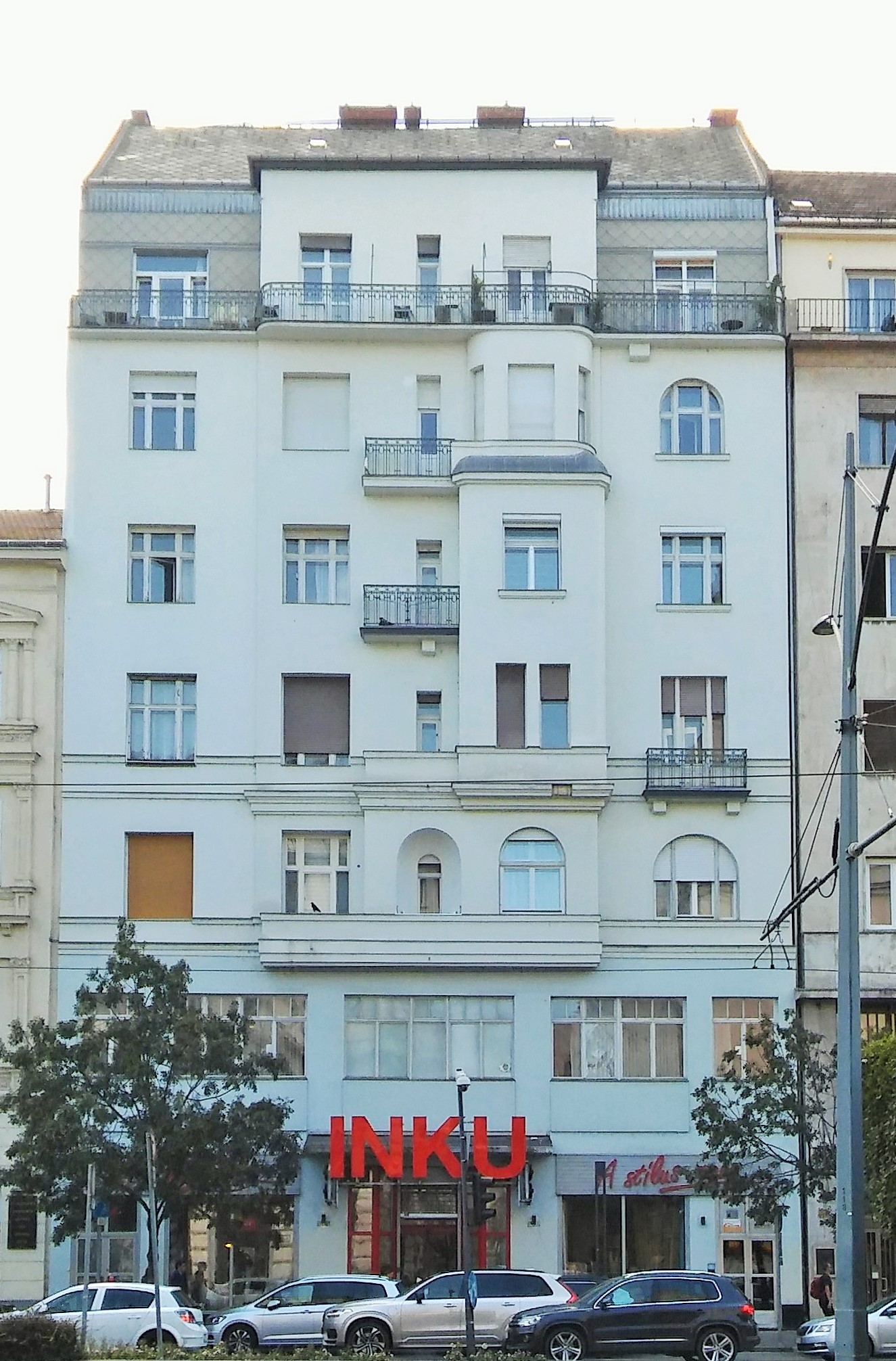
bérház, Károly körút 18.

## Egyéb irodalom
- (szerk.) Rozsnyai József: Építőművészek Ybl és Lechner korában, Terc Kereskedelmi és Szolgáltató Kft., Budapest, 2015, ISBN 978-615-5445-12-5
- Bolla Zoltán: Újlipótváros építészete 1861–1945. Budapest: Ariton Kft. 2019.  ISBN 9786150058528